# Озірна (пам'ятка природи)
Озíрна — комплексна пам'ятка природи місцевого значення в Україні. Розташована в межах Надвірнянського району Івано-Франківська області, на південний захід від м. Надвірна і на південь (за 9 км) від с. Бистриця. 
Площа 0,7 га. Створена згідно з рішенням Івано-Франківського облвиконкому від 07.07.1972 року, № 264. Перебуває у віданні ДП «Надвірнянський держлісгосп» (Довжинецьке лісництво, кв. 24, вид. 1). 
Створена з метою збереження мальовничого гірського озера, заселеного райдужною фореллю. Озеро розташоване на висоті понад 900 м над рівнем моря, є штучного походження, утворилось внаслідок спорудження кляузи для сплаву деревини.

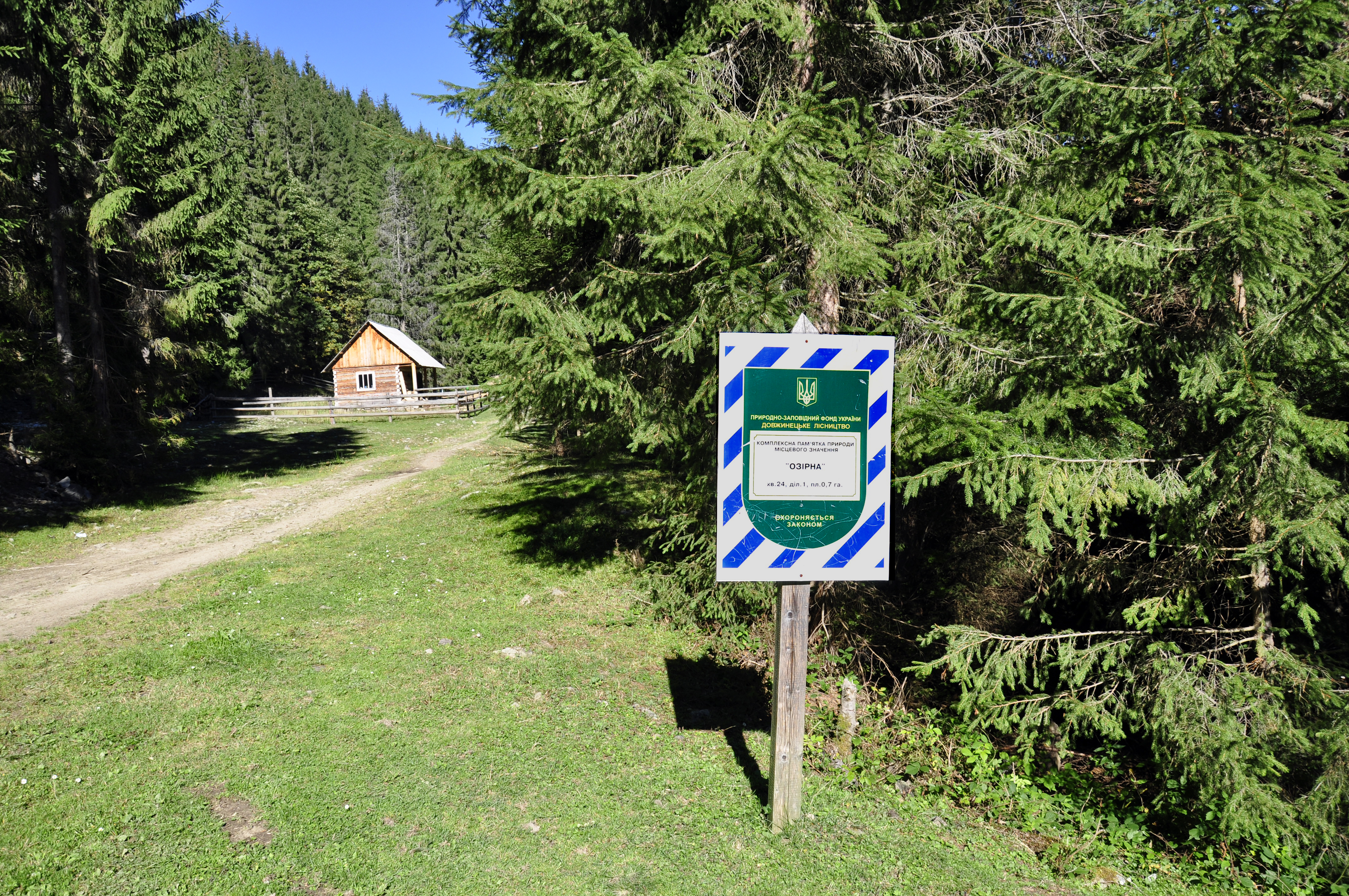
Охоронний знак при озері

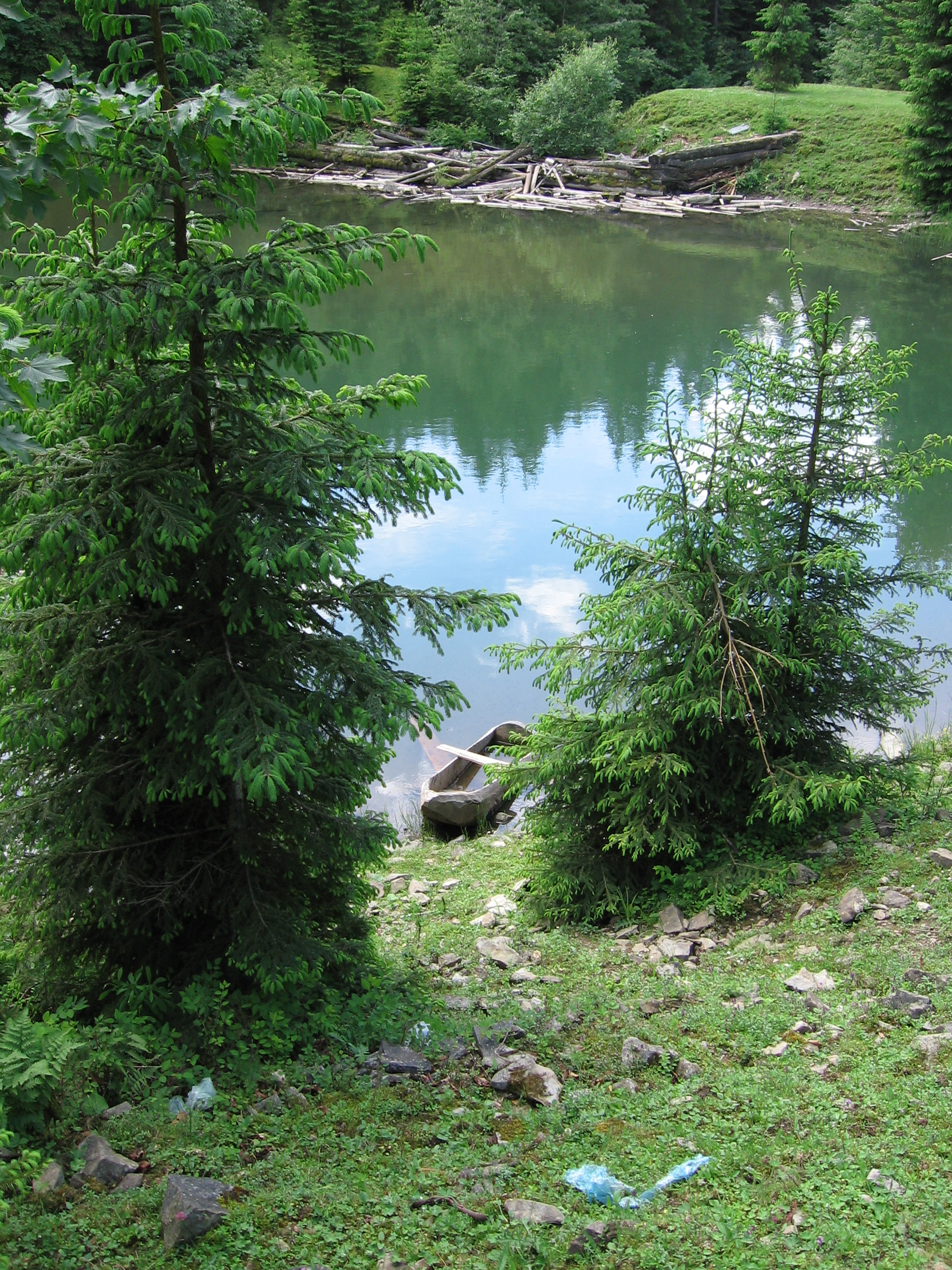
Рештки шлюзу для сплаву деревини